# Anne Wellesley

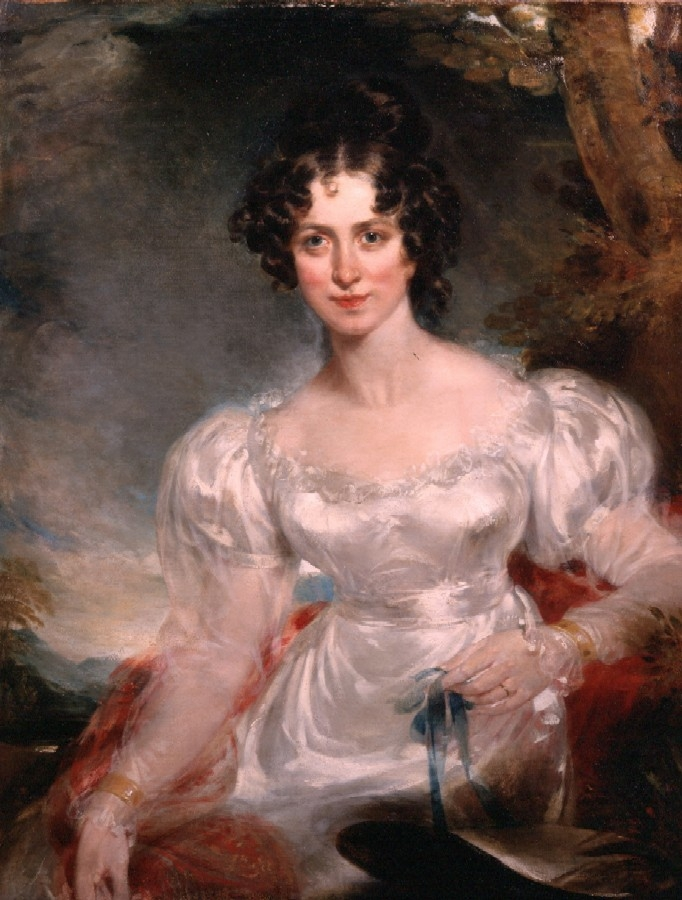
Lady Cavendish Bentinck.

Anne Wellesley (1788-19 de marzo de 1875) fue la hija de Richard Wellesley, I marqués Wellesley y su amante Hyacinthe-Gabrielle Roland, una actriz del Palais Royal por muchos años. Sus padres se casaron el 29 de marzo de 1794, seis años después de su nacimiento. A este punto fue considerada legítima.

## Familia
Sus abuelos paternos fueron Garret Wesley, I conde de Mornington y Anne Hill. Anne era la hija de Arthur Hill, I vizconde Dungannon.
Sus tíos paternos fueron William Wellesley-Pole, III conde de Mornington, Arthur Wellesley, I duque de Wellington y Henry Wellesley, I barón Cowley.

## Matrimonio y familia
El 3 de julio de 1806 Anne se casó con su primer esposo sir William Abdy, VII baronet. Su matrimonio duró nuevo años pero no tuvieron hijos.
Abdy le había presentado a su amigo lord William Cavendish-Bentinck hijo menor de William Cavendish-Bentinck, III duque de Portland, que había sido primer ministro del Reino Unido, y lady Dorothy Cavendish. Su abuelos maternos fueron William Cavendish, IV duque de Devonshire y su esposa Charlotte Boyle.
Anne y lord William se convirtieron en amantes durante algún punto de su primer matrimonio. Anne se divorció el 25 de junio de 1816 y ella y Lord William se casaron el 16 de julio de 1816. Al casarse con Lord William Anne tuvo el título de Lady Charles Cavendish-Bentinck
La pareja tuvo cuatro hijos:
- Anne Cavendish Cavendish-Bentinck (m. 7 de junio de 1888).
- Emily Cavendish Cavendish-Bentinck (m. 6 de junio de 1850).
- Reverendo Charles Cavendish-Bentinck (1817–1865). Fue el bisabuelo de Isabel II del Reino Unido.
- Ten.-Gen. Arthur Cavendish-Bentinck (10 de mayo de 1819–11 de diciembre de 1877).